# 下北地域広域行政事務組合
下北地域広域行政事務組合（しもきたちいきこういきぎょうせいじむくみあい）は、青森県むつ市、大間町、東通村、風間浦村、佐井村、野辺地町、横浜町、六ヶ所村の8市町村（1市3町4村）で構成する一部事務組合。

## 共同事務

### 8市町村で行う共同事務
1. し尿処理施設の設置及び管理運営に関する事務
2. し尿及び浄化槽汚泥の収集及び運搬・処分並びにそれを業とする者の許可に関する事務
3. 浄化槽の清掃を業とする者の許可に関する事務

### 5市町村で行う共同事務
【むつ市、大間町、東通村、風間浦村、佐井村】
1. 複合文化施設の設置及び管理運営に関する事務
2. 消防に関する事務（消防団に関する事務を除く）
3. 液化石油ガス設備工事の届出の受理に関する事務
4. 障害児入所施設の設置及び管理運営に関する事務
5. 知的障害者更生施設に関する組合債の償還に関する事務
6. 一般廃棄物等処理施設の設置及び管理運営に関する事務

## 沿革
- 1966年（昭和41年）5月 - むつ地区環境整備組合が発足する。
- 1968年（昭和43年）3月 - 下北地方精神薄弱児施設組合が発足する。
- 1972年（昭和47年）6月1日 - 下北地域広域行政事務組合が発足する。
- 1979年（昭和54年）4月 - 下北地方精神薄弱児施設組合をむつ下北地域福祉事務組合に改称する。
- 1989年（平成元年）4月 - むつ地区環境整備組合及びむつ下北地域福祉事務組合が解散し、下北地域広域行政事務組合に事務を継承する。
- 2005年（平成17年）3月14日 - むつ市が川内町、大畑町、脇野沢村を編入し、構成自治体が8市町村（むつ市、大間町、東通村、風間浦村、佐井村、野辺地町、横浜町、六ヶ所村）となる。

## 所在地
- 事務局・出納室・廃棄物施設課 - 〒035-0073 青森県むつ市中央1丁目8番1号
- 下北文化会館 - 〒035-0072 青森県むつ市金谷1丁目10番1号
- はまゆり学園 - 〒035-0011 青森県むつ市大字奥内字栖立場1番地67
- アックス・グリーン - 〒035-0011 青森県むつ市大字奥内字今泉66番地
- むつ衛生センター - 〒035-0011 青森県むつ市大字奥内字今泉68番地

## 組織
- 管理者（むつ市長）
  - 会計管理者
    - 出納室
      - 出納係

  - 副管理者（代表副管理者は下北郡町村会長）
    - 参与（むつ市副市長）
      - 事務局
        - 総務課
          - 総務係
          - 財政係
          - 下北文化会館【指定管理施設】
          - はまゆり学園【指定管理施設】

      - 廃棄物施設課
        - 庶務係
        - むつ衛生センター（汚泥再生処理施設）
        - アックス・グリーン（一般廃棄物等処理施設）

      - 消防本部
        - 総務課
        - 予防課
        - 警防課
        - 通信指令課
        - むつ消防署
          - 川内分署
          - 脇野沢分署

        - 大畑消防署
          - 風間浦分署

        - 大間消防署
          - 佐井分署

        - 東通消防署
          - 北分遣所
          - 南分遣所

        - 大湊消防署
- 議会
  - 事務局（事務局総務課が兼任）
- 監査委員
  - 事務局（むつ市監査委員事務局が兼任）

## 管内の現況
管内の人口 - 96,344人
- むつ市 - 54,631人
- 大間町 - 4,778人
- 東通村 - 6,087人
- 風間浦村 - 1,739人
- 佐井村 - 1,887人

（5市町村の人口 - 69,122人）
- 野辺地町 - 12,708人
- 横浜町 - 4,237人
- 六ヶ所村 - 10,277人

2019年（令和元年）7月1日現在
管内の世帯数 - 42,554世帯
- むつ市 - 24,018世帯
- 大間町 - 2,135世帯
- 東通村 - 2,602世帯
- 風間浦村 - 780世帯
- 佐井村 - 855世帯

（5市町村の世帯数 - 30,390世帯）
- 野辺地町 - 5,511世帯
- 横浜町 - 1,760世帯
- 六ヶ所村 - 4,893世帯

2019年（令和元年）7月1日現在
管内の面積 - 1,876.82 km2
- むつ市 - 864.12 km2
- 大間町 - 52.10 km2
- 東通村 - 295.27 km2
- 風間浦村 - 69.55 km2
- 佐井村 - 135.04 km2

（5市町村の面積 - 1,416.08 km2）
- 野辺地町 - 81.68 km2
- 横浜町 - 126.38 km2
- 六ヶ所村 - 252.68 km2

2018年（平成30年）10月1日現在

## 常備消防
下北地域広域行政事務組合消防本部（しもきたちいきこういきぎょうせいじむくみあいしょうぼうほんぶ）は、むつ市、大間町、東通村、風間浦村、佐井村の5市町村（1市1町3村）を管轄する消防部局（消防本部）。

### 組織
- 消防長（消防正監）
  - 消防次長（消防監）
    - 総務課
      - 総務係

    - 予防課
      - 予防係
      - 危険物係

    - 警防課
      - 警防係

    - 通信指令課
      - 通信係

    - むつ消防署
      - 庶務係
      - 第一警防隊
      - 第二警防隊
      - 第三警防隊
      - 川内分署
      - 脇野沢分署

    - 大畑消防署
      - 庶務係
      - 第一警防隊
      - 第二警防隊
      - 第三警防隊
      - 風間浦分署

    - 大間消防署
      - 庶務係
      - 第一警防隊
      - 第二警防隊
      - 第三警防隊
      - 佐井分署

    - 東通消防署
      - 庶務係
      - 第一警防隊
      - 第二警防隊
      - 第三警防隊
      - 北分遣所
      - 南分遣所

    - 大湊消防署
      - 庶務係
      - 第一警防隊
      - 第二警防隊
      - 第三警防隊

### 所在地
- 消防本部・むつ消防署 - 〒035-0071 青森県むつ市小川町2丁目14番1号
- 川内分署 - 〒039-5201 青森県むつ市川内町川内88番地
- 脇野沢分署 - 〒039-5331 青森県むつ市脇野沢渡向14番地2
- 大畑消防署 - 〒039-4401 青森県むつ市大畑町松ノ木150番地1
- 風間浦分署 - 〒039-4502 青森県下北郡風間浦村大字易国間字大川目28番地5
- 大間消防署 - 〒039-4601 青森県下北郡大間町大字大間字奥戸下道19番地1及び2
- 佐井分署 - 〒039-4711 青森県下北郡佐井村大字佐井字糠森16番1号
- 東通消防署 - 〒039-4222 青森県下北郡東通村大字砂子又字沢内5番地35
- 北分遣所 - 〒035-0103 青森県下北郡東通村大字野牛字釜ノ平45番地4
- 南分遣所 - 〒039-4224 青森県下北郡東通村大字白糠字赤平259番地2
- 大湊消防署 - 〒035-0085 青森県むつ市大湊浜町36番地25号